# Ніколае Петреску-Комнен
Ніколае Петреску-Комнен (рум. Nicolae Petrescu-Comnen; *24 серпня 1881, Бухарест — †8 грудня 1958, Флоренція, Італія) — румунський юрист, дипломат, професор, журналіст, політик, міністр закордонних справ Румунії (1938).

## Біографія
Народився 24 серпня 1881 в Бухаресті.
З 1902 працював адвокатом, незабаром стає суддею (до 1914), потім державним прокурором і професором промислової економіки і права на юридичному факультеті Бухарестського університету.
У 1938 призначений державним секретарем Міністерства закордонних справ (17 лютого-30 березня 1938), а потім міністром закордонних справ (30 березня — 20 грудня 1938). Протягом 1938-1940 займався дипломатичною діяльністю.
Після того, як генерал Іон Антонеску став прем'єр-міністром Румунії Петреску-Комнен був звільнений. Невдовзі переїхав до Флоренції, де і помер 8 грудня 1958.

## Твори
- Etudes sur les origines de la Magistrature Roumaine, (1902)
- Etudes sur la conditions des Israélites en Roumanie, Paris, Pedone,1905
- Câteva considerațiuni asupra socialismului, (1909)
- Studiu asupra intervențiunii statului între capital și muncă, București, Göbl, 1910
- Notes sur la guerre roumaine, Paris, Payot, 1917
- Statutul internațional al României și devenirea ei istorică (1933)
- Dreptul la viață al națiunilor mici (1944)

Також він опублікував ряд статей у французьких і швейцарських ЗМІ.